# Animals (canción de Architects)
«Animals» es una canción de la banda de rock británica Architects, lanzado a través de Epitaph Records el 20 de octubre de 2020 como el primer sencillo de su noveno álbum de estudio For Those That Wish to Exist (2021). La pista fue producida por el baterista Dan Searle y el guitarrista principal Josh Middleton y fue escrita por Searle junto con el resto de la banda.
Se grabó una versión orquestal en vivo de "Animals" en Abbey Road Studios en Londres, que se lanzó en el canal de YouTube de la banda el 26 de marzo de 2021 y se pudo transmitir exclusivamente en Amazon Music.

## Composición
La canción ha sido descrita por la crítica como una canción de metal alternativo, metalcore y hard rock con influencias electrónicas. La pista corre a 95 BPM y está en la clave de Do menor. Funciona durante cuatro minutos y 4 segundos. La canción fue escrita por la banda y producida por el miembro de la banda Dan Searle, quien coprodujo la canción y el álbum junto a Josh Middleton.

## Video musical
El video de "Animals" fue lanzado el mismo día en que se lanzó la canción el 20 de octubre de 2020. Fue dirigido por Dan Searle.
Chris Krovatin de The Pit describió el video musical como "Va por la ruta surrealista al incluir destellos de imágenes hermosas e inspiradoras que, si bien están abiertas a la interpretación, no tienen menos significado específico. Manos ennegrecidas abiertas y cerradas, nubes líquidas y se disipa, un fantasma de sábana se para junto a un hombre con la cabeza humeante, y alguien con capucha y abrigo dispara bengalas de humo de colores (¿es Carter? ¿Fue el primer plano extremo de su cara al final algún tipo de advertencia?) . De esta manera, el video es un sólido acompañamiento de la canción, lleno de poderosas imágenes que al final del día se trata más de inspiración que de tratar de transmitir cualquier mensaje, agenda o lealtad real".
En agosto de 2021, la canción tiene 12 millones de visitas en YouTube.

## Posicionamiento en lista
| Lista (2020–21)                             | Posiciones |
| ------------------------------------------- | ---------- |
| UK Rock & Metal (OCC)                       | 19         |
| US Mainstream Rock (Billboard)              | 5          |
| US Hot Rock & Alternative Songs (Billboard) | 42         |
| US Hot Hard Rock Songs (Billboard)          | 3          |

## Personal
Architects
- Sam Carter – Voz
- Alex Dean – Bajo y teclados
- Dan Searle – Batería y programación
- Adam Christianson – Guitarra rítmica
- Josh Middleton – Guitarra líder y coros